# Schallblase

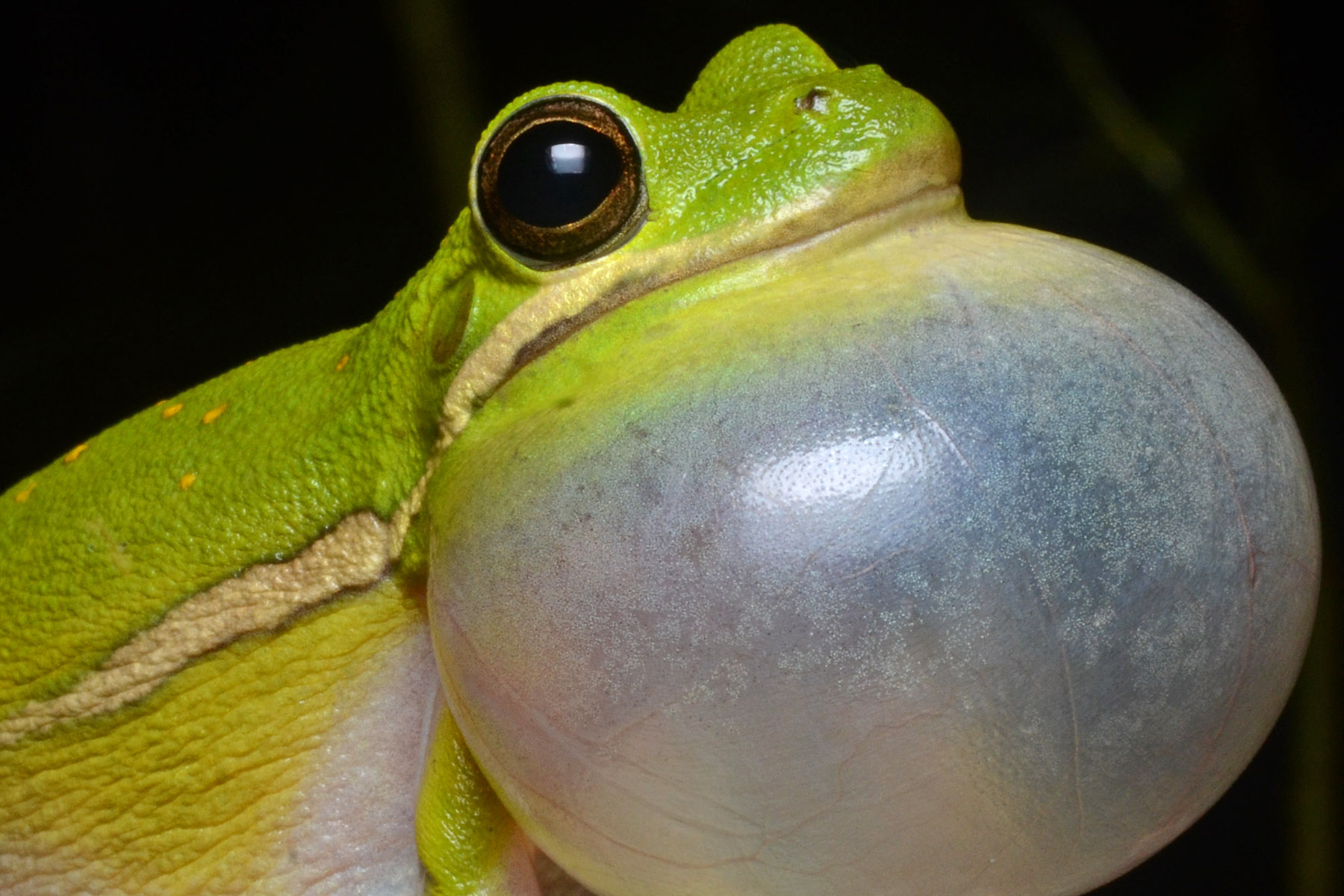
Rufendes Männchen des Karolina-Laubfroschs (Hyla cinerea) mit kehlständiger Schallblase

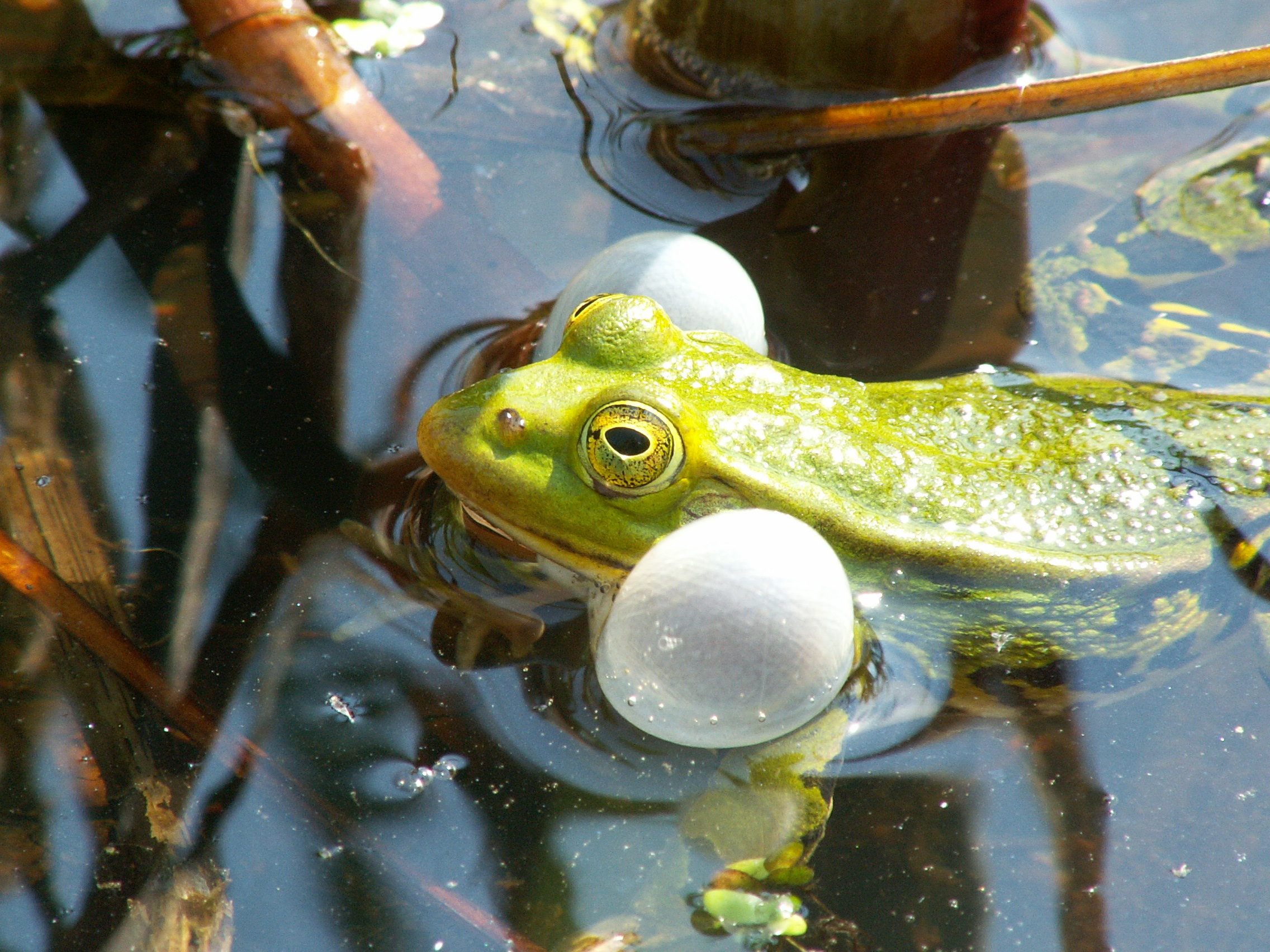
Rufendes Männchen des Kleinen Wasserfrosches (Pelophylax lessonae) mit paarigen, lateralen Schallblasen

Schallblasen sind sackartige, unterschiedlich voluminöse Ausstülpungen der Mundbodenhaut bei den Männchen vieler Froschlurche (Anura). In der Paarungszeit dienen sie als Resonanzraum zur Verstärkung der Paarungsrufe („Quaken“), um Weibchen anzulocken.
Die elastische Wand der Schallblase besteht aus einer inneren Schleimhautschicht, einer in Ruheposition mehr oder weniger faltigen Körperhaut sowie dazwischen einer Aussackung des Mundbodenmuskels Musculus subhyoideus. In einem quasi geschlossenen System aus Schallblase, Kehlkopf und Lunge erfolgt die Lautbildung beim Strömen der Luft durch den Kehlkopf, wodurch die Stimmbänder in Schwingungen versetzt werden. Die Schallblase erhöht die Lautstärke und damit die akustische Reichweite der durch den Ruf erzeugten Schallwellen.
Meist handelt es sich um eine einzelne subgulare (kehlständige) Schallblase, die das Tier sehr voluminös aufpumpen kann. Europäische Beispiele sind Europäischer Laubfrosch, Kreuzkröte und Wechselkröte. Bei manchen amerikanischen Laubfröschen treten subgulare Schallblasen mit angedeutet zweigeteilter (bilobater) bis paariger Ausprägung auf. Männliche Wasserfrösche haben paarige, laterale (seitliche) Schallblasen, d. h. sie haben eine Schallblase unter jedem Mundwinkel, die bei Nichtgebrauch eingestülpt wird.
Einigen Froschlurchen fehlt eine Schallblase, andere verfügen nur über innere Schallblasen, daher sind ihre Rufe wesentlich leiser, so etwa bei Erdkröte und Grasfrosch. In der Regel handelt es sich dabei um sogenannte „Traditionslaicher“ (k-Strategen), die stets ortstreu zu demselben Laichgewässer zurückkehren, so dass die Partnerfindung über größere Entfernungen mittels akustischer Signale eine geringere Rolle spielt. Innere Schallblasen werden weniger stark aufgebläht und sind, im Gegensatz zu Arten mit äußerer Kehlschallblase, in Ruheposition nicht durch Hautfalten gekennzeichnet.